# Pannaria asahinae
Pannaria asahinae är en lavart som beskrevs av P. M. Jørg. Pannaria asahinae ingår i släktet Pannaria och familjen Pannariaceae.   Inga underarter finns listade i Catalogue of Life.